# Karl Höller
Karl Höller (ur. 25 lipca 1907 w Bambergu, zm. 14 kwietnia 1987 w Hausham) – niemiecki kompozytor.

## Życiorys
Pochodził z rodziny muzycznej. Jego ojciec, Valentin Höller (1873–1932), był organistą katedry w Würzburgu i udzielał synowi pierwszych lekcji gry na organach. W latach 1926–1927 uczył się w konserwatorium w Würzburgu u Hermanna Zilchera. Od 1927 roku uczył się w Akademie der Tonkunst w Monachium, gdzie jego nauczycielami byli Joseph Haas i Hermann Wolfgang von Waltershausen (kompozycja), Emmanuel Gatscher (organy) i Siegmund von Hausegger (kompozycja). Studiował też muzykologię u Adolfa Sanbergera na Uniwersytecie Monachijskim. Po ukończeniu studiów wykładał w latach 1933–1937 teorię muzyki i grę na organach w monachijskiej Akademie der Tonkunst. Od 1937 do 1946 roku był wykładowcą Hochschule für Musik we Frankfurcie nad Menem. W latach 1949–1972 ponownie wykładał w Akademie der Tonkunst w Monachium, od 1954 roku pełnił jednocześnie godność rektora tej uczelni.
Był członkiem Akademie der Künste w Berlinie Zachodnim (1955) i monachijskiej Bayerische Akademie der Schönen Künste (1958).

## Twórczość
Tworzył w stylistyce późnoromantycznej. W muzyce symfonicznej nawiązywał do wzorców brucknerowsko-regerowskich, w niektórych utworach kameralnych widoczny jest natomiast wpływ Paula Hindemitha. W twórczości Höllera dostrzegalny jest związek z muzyką dawną w postaci nawiązań do chorału gregoriańskiego, muzyki średniowiecza, renesansu i baroku.

## Wybrane kompozycje
(na podstawie materiałów źródłowych)

### Utwory orkiestrowe
- Koncert organowy (1930 zrewid. 1966)
- Hymnen über gregorianische Choral-melodien (1932–1934)
- Koncert kameralny na klawesyn i małą orkiestrę lub 6 instrumentów solowych (1934 zrewid. 1958)
- Symphonische Phantasie über Thema von Frescobaldi (1935 zrewid. 1965)
- 2 koncerty skrzypcowe (I 1938 zrewid. 1964, II 1947–1948)
- Passacaglia und Fuge (1939)
- Heroische Musik (1940)
- 2 koncerty wiolonczelowe (I 1940–1941, II 1949)
- 2 symfonie (I 1942–1946, II  „Huldigung an Mozart” 1973)
- Sweelinck-Variationen „Mein junges Lebe hat ein End” (1950–1951)
- Koncert fortepianowy (1973)

### Utwory kameralne
- 8 sonat skrzypcowych (I 1929 zrewid. 1968, II 1942, III 1943, IV 1944, V 1945, VI 1946, VII 1947, VIII 1949)
- Kwartet fortepianowy (1930 zrewid. 1955)
- 6 kwartetów smyczkowych (I 1938 zrewid. 1966, II 1945, III 1947, IV 1947, V 1948, VI 1949)
- Musik na skrzypce i fortepian (1941 zrewid. 1956)
- Sonata wiolonczelowa (1943), także wersja na altówkę i klarnet (1967)
- Trio fortepianowe (1944), także wersja na harfę, skrzypce i wiolonczelę (1966)
- Triosonate „im alten Stil” (1946), także jako Concerto Grosso na 2 skrzypiec i fortepian (1965)
- 2 sonaty fletowe (I 1947, II 1948)
- Phantasie na skrzypce i róg (1949)
- Orchestersonate (1966)
- sonata na altówkę i fortepian „in memoriam Paul Hindemith” (1967)
- Scherzo na oktet dęty (1972)

### Utwory fortepianowe
- Toccata, Improvisationen und Fuge na 2 fortepiany (1932)
- 2 kleine Sonaten na fortepian na 4 ręce (1943)
- 3 kleine Sonaten (1946)
- Tessiner Klavierbuch (1961)

### Utwory organowe
- Partita (1929)
- Wariacje chorałowe (1936)
- Ciacona (1949)
- Choral-Passacaglia (1963)
- Triptychon (1976)

### Utwory wokalne
- Missa brevis (1929)
- Weihnachts- und Passionmusik (1932)
- Requiem (1932)
- Tenebrae factae (1937)